# إيثيلي كوك
إيثيلي كوك (بالإنجليزية: Ethyle Cooke) (4 أغسطس 1885 - 20 أبريل 1949) ممثلة أمريكية في عصر السينما الصامتة بين عامي 1910- 1915. تزوجت من ممثل هاري بنهام. إيثيلي لعبت دور البطولة في العديد من الأفلام الشهيرة، مثل فتاة بلدة صغيرة، أقوى من الموت، والهارب.